# AWS (banda)
AWS (pronunciado a-vi-esh) es una banda de metal y post-hardcore húngara  formada en 2006 por Bence Brucker, Dániel Kökényes, Örs Siklósi, y Áron Veress. El nombre de la banda es a menudo cómicamente explicado como un acrónimo de una frase aleatoria. Su música se caracteriza por su diversidad, sus actuaciones, y cambios repentinos, utilizando metal, rock psicodélico, estilos alternativos y post-rock. Hasta ahora, han lanzado cuatro sencillos, cuatro álbumes de estudio, un álbum en directo y trece videoclips. Estos suelen contener imágenes juxtapuestas de violencia o celebridades para mostrar los problemas a los que se enfrenta el mundo, exhibiendo lo que ellos llaman "anti-celebridad". Representaron a Hungría en el Festival de la Canción de Eurovisión 2018 en Lisboa, Portugal, con la canción Viszlát nyár (en español: Adiós verano).

## Carrera

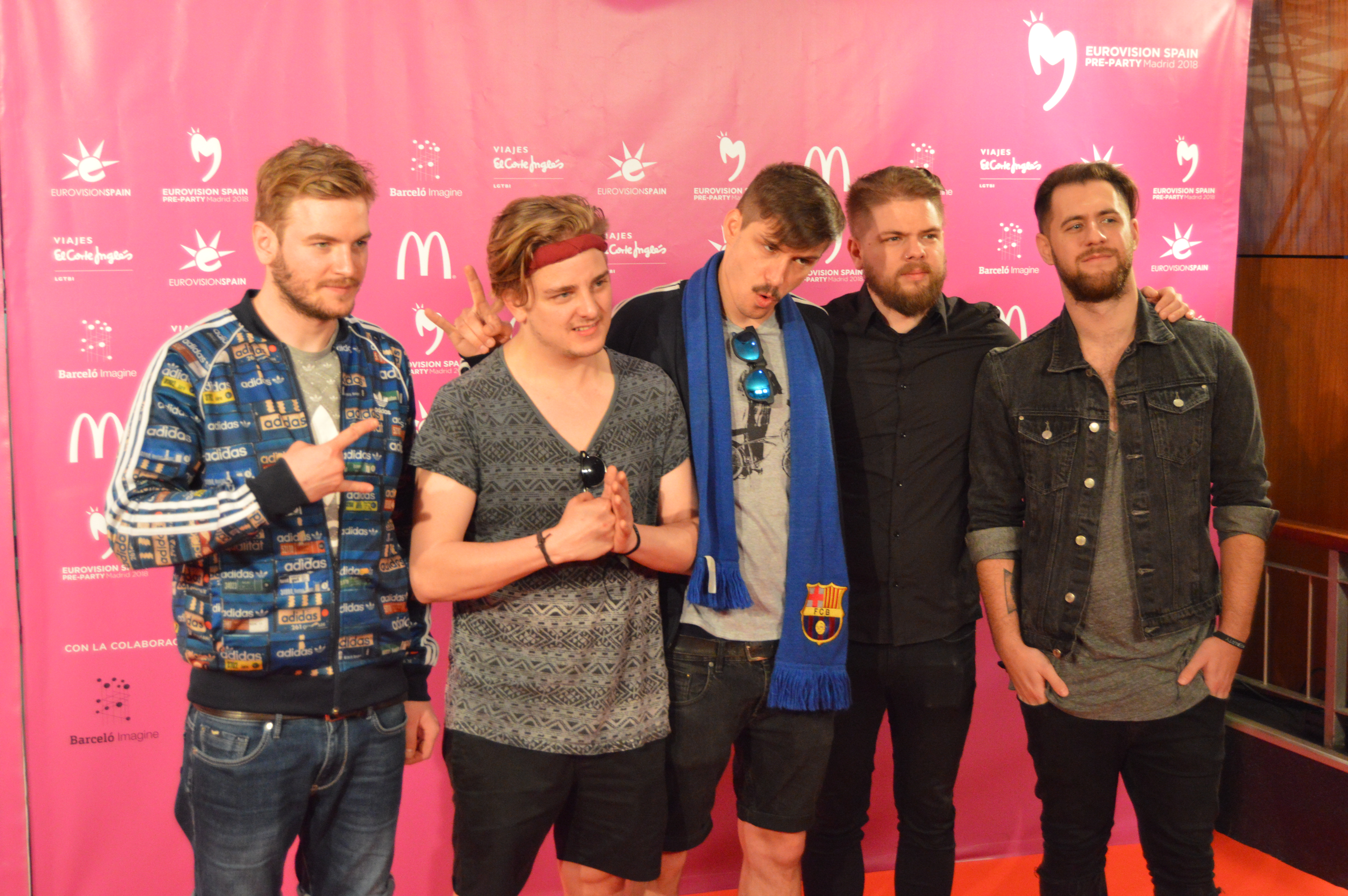
La banda fue una de las invitadas a la Eurovision Spain PreParty en Madrid (abril de 2018)

Desde la formación de su banda, han tocado en festivales como Sziget Festival en 2010 y se han ido de gira por Austria, Inglaterra, Países Bajos, Rumanía, Eslovenia, y España. Ganaron el MTV Brand award a Mejor Nueva Banda Ganadora. Se han ido de gira con Blind Myself.
El 6 de diciembre de 2017, se anunció que AWS competiría en el A Dal 2018, la competición húngara para elegir al representante para el Festival de la Canción de Eurovisión 2018. Su canción Viszlat nyár (Adiós verano) ganó la competición y como resultado, fueron los representantes de su país en el certamen de ese año. Se clasificaron desde la segunda semifinal, y acabaron en el puesto 21 en la final con 93 puntos.
Mientras participaban en Eurovisión se anunció que AWS habían sido invitados a tocar en el Wacken Open Air en agosto de 2018. En octubre de ese mismo año AWS lanzó su cuarto álbum, Fekete Részem que se quedó con la segunda posición en la Hungarian Albums Charts.
El 6 de febrero de 2021, la banda anunció el fallecimiento de su cantante principal, Örs Siklósi, a los 29 años, a causa de leucemia.

## Estilo musical
Según una entrevista con el periódico Budapester Zeitung los músicos tomaron contacto con la música rock y metal durante su infancia. Bandas como Nirvana, Metallica y varias bandas húngaras fueron de las primeras que escucharon. Nombraron bandas como Linkin Park, Pantera, System of a Down, y Korn como también a las húngaras Superbutt, Subscribe y Isten Háta Mögött como sus influencias musicales personales.
Las letras en su álbum debut, Fata Morgana, fueron en inglés pero decidieron escribir canciones en húngaro para futuros álbumes. Para Fata Morgana, la banda escribió la letra de las canciones en húngaro para luego traducirlas al inglés. Los temas líricos hablan de experiencias personales como también contienen temáticas sociales.
Se le atribuye a su estilo musical ser pegadizo, un carácter húngaro y harmonías vocales. Algunas canciones fueron descritas como del gusto de las masas y metal moderno.

## Discografía

Logo de AWS

### Álbumes de estudio
| Año  | Título (Details)                                                                                    | Posición |
| ---- | --------------------------------------------------------------------------------------------------- | -------- |
| Año  | Título (Details)                                                                                    |          |
| 2011 | Fata Morgana * Discográfica: EDGE Records * Lanzamiento: 25 de abril de 2011 * Formato: CD, DL      | 27       |
| 2014 | Égésföld * Discográfica: EDGE Records * Lanzamiento: 7 de abril de 2014 * Formaot: CD, DL           | 6        |
| 2016 | Kint a vizből * Discográfica: EDGE Records * Lanzamiento: 5 de septiembre de 2016 * Formato: CD, DL | 7        |
| 2018 | Fekete részem * Discográfica: EDGE Records * Lanzamiento: 1 de octubre de 2018 * Formato: CD, DL    | 2        |

### Álbumes en directo
| Año  | Título (Details)                                                                                | Posición |
| ---- | ----------------------------------------------------------------------------------------------- | -------- |
| Año  | Título (Details)                                                                                |          |
| 2018 | Madách * Discografía: EDGE Records * Lanzamiento: 24 de diciembre de 2018 * Formato: CD, DVD DL | 9        |

### Extended plays
| Título         | Detalles                                                                         |
| -------------- | -------------------------------------------------------------------------------- |
| Világposztolás | - Lanzamiento: 2012 - Discográfica: EDGE Records - Formato: Digital download, CD |

### Sencillos
| Título        | Año  | Posición | Álbum         |
| Título        | Año  | HUN      | Álbum         |
| ------------- | ---- | -------- | ------------- |
| Viszlát nyár  | 2017 | 1        | Fekete Részem |
| Hol voltál?   | 2018 | 30       | Fekete Részem |
| X/0           | 2018 | —        | Fekete Részem |
| Fekete Részem | 2018 | —        | Fekete Részem |